# Bitwa pod Prostkami
Bitwa pod Prostkami rozegrała się w pobliżu miejscowości Prostki w dzisiejszym powiecie ełckim, dnia 8 października 1656 r. pomiędzy sprzymierzonymi wojskami Rzeczypospolitej i Tatarów pod dowództwem hetmana polnego litewskiego Wincentego Gosiewskiego, a wojskami brandenbursko-szwedzkimi pod dowództwem generała Jerzego Fryderyka Waldecka z posiłkującą go jazdą Bogusława Radziwiłła.

## Geneza
Po wycofaniu wojsk szwedzkich i brandenburskich z Warszawy w 1656 r. zdecydowano się wysłać polskie wojska do Prus Książęcych, czego ubocznym skutkiem było zniszczenie Prus przez Tatarów i zmuszenie księcia pruskiego i elektora brandenburskiego Fryderyka Wilhelma do zerwania sojuszu ze Szwecją. Oprócz tego siły te miały za cel związanie sił wroga na tym terenie.
Na czele wojsk Rzeczypospolitej stanął hetman polny litewski Wincenty Aleksander Gosiewski, w charakterze doradcy wojskowego pułkownik Gabriel Wojniłłowicz, na czele 1 000 Tatarów zaś Subchan Ghazi aga. W skład oddziałów weszło wojsko litewskie, oddziały zaciężne koronne, pospolite ruszenie podlaskie, mazowieckie i płockie oraz Tatarzy. Była to głównie jazda, razem około 8 000-9 000. Oddziały te przekroczyły Narew (bród w Łomży lub Wiźnie) na początku października 1656 r. i ruszyły na Ełk.
Wieści o koncentracji na Podlasiu wojsk litewskich skłoniły Fryderyka Wilhelma do wysłania nad granicę z Koroną, w okolice Pisza i Ełku, grupy wojsk brandenburskich pod dowództwem generała Georga Friedricha von Waldecka. Karol X Gustaw skierował zaś w okolicę Tykocina grupę wojsk szwedzkich pod dowództwem Bogusława Radziwiłła. Do połączenia obu wojsk doszło 14 września pod Chorzelami. 25 września dywizja brandenbursko-szwedzka dotarła do Wizny, 29 września mijała nadgraniczną wieś Prostki, gdzie Waldeck postanowił przygotować obronę, przeciwny temu był Bogusław Radziwiłł. Ostatecznie ustalono, że Brandenburczycy pozostaną pod Prostkami, a Radziwiłł pójdzie pod Rajgród. Już następnego dnia Bogusław założył obóz w pobliżu tego miasta. W obozie pod Rajgrodem przebywał książę do 5 października. Wtedy wobec wzrastającego zagrożenia ze strony Wincentego Gosiewskiego, Bogusław Radziwiłł postanowił przesunąć swoje wojska na zachód do nieodległych Mieczy, znajdując się tym samym bliżej ugrupowania Georga von Waldecka. Książę był w Mieczach już 6 października. Następnego dnia Radziwiłł otrzymał alarmujący list od komendanta Tykocina Dietricha Rosena, wysłany 5 października, informujący go o marszu głównych sił hetmana Gosiewskiego na północ. W tej sytuacji postanowił książę wycofać się do głównego zgrupowania brandenburskiego pod Prostki, gdzie znalazł się 8 października rano.
Siły zgromadzone przez sprzymierzonych pod Prostkami składały się z 9 regimentów i skwadronu rajtarii oraz regimentu i skwadronu dragonii. Do tego dochodziło kilka chorągwi pospolitego ruszenia szlachty pruskiej. Razem wojska te liczyły około 4 000 ludzi.

## Bitwa
Teren przyszłej bitwy znajdował się na samej granicy Podlasia i Prus Książęcych. Waldeck rozłożył swój tabor na lewym brzegu rzeki na terenie wsi Prostki tak, aby artyleria taborowa mogła panować nad dwoma położonymi na Ełku mostami. Na przeciwległym brzegu, na wysokości wsi Ostrokoły, rozłożyli swój obóz Szwedzi. Na tym brzegu, na wysokości wsi Bogusze, zajął pozycje Bogusław Radziwiłł. Do bitwy doszło tego samego dnia. Wobec pojawienia się od zachodu przeważających sił litewskich, dowodzący armią sprzymierzonych Waldeck postanowił porzucić swe pozycje na lewym brzegu Ełku i wycofać się na drugi brzeg rzeki w celu połączenia się z maszerującymi z północy posiłkami, prowadzonymi przez pułkownika Heinricha von Wallenrodta.
W czasie opuszczania ufortyfikowanego obozu przez Brandenburczyków do ataku przystąpił Gosiewski, nakazując swym wojskom natarcie na przeciwnika. Po krótkim czasie udało im się opanować opuszczony tabor brandenburski, zdobyć jeden z mostów i przejść na drugą stronę rzeki. Jednocześnie w dole Ełku Tatarzy sforsowali brody i uderzyli na Szwedów i Bogusława Radziwiłła. Po kilku godzinach walki Brandenburczycy i Szwedzi zostali rozbici. Bogusław Radziwiłł dostał się do niewoli. Następnie Gosiewski rozpuścił Tatarów w celu grabieży posiadłości elektorskich.

## Po bitwie
Bitwa trwała około 5 godzin i zakończyła się rozbiciem wojsk szwedzko-brandenbursko-pruskich. Było to jednak zwycięstwo militarne niewykorzystane politycznie – zaraz po bitwie Gosiewski wysłał do elektora list z propozycją odstąpienia Szwedów, która nie została przyjęta.
Wojska Gosiewskiego pociągnęły na Litwę i Żmudź, Tatarzy zaś pod pretekstem odebrania im ważnego jeńca Bogusława Radziwiłła, postanowili wrócić na Krym. Jednak zanim to uczynili, splądrowali i zniszczyli nie tylko obszary Prus, ale i ziemię wiską i starostwo rajgrodzkie.
Po okresie pustoszenia Prus przez Tatarów pozostały pamiątki w postaci nazw miejscowych Gościniec Tatarski oraz Tatarskie Góry.